# Български исторически архив
Българският исторически архив (БИА) се поддържа от Национална библиотека „Св. св. Кирил и Методий“ и в него се съхраняват около 1,5 млн. документа с историческа значимост. Той включва и сбирка „Портрети и снимки“, съдържаща повече от 80 хил. фотографии.

## История
Българският исторически архив е едно от първите български хранилища за документи. Изграждането му започва с учредяването на Народната библиотека в София през 1878 г. До създаването на Държавния архивен фонд през 1951 г. БИА има ролята на национален архив.